# Dent d’Hérens

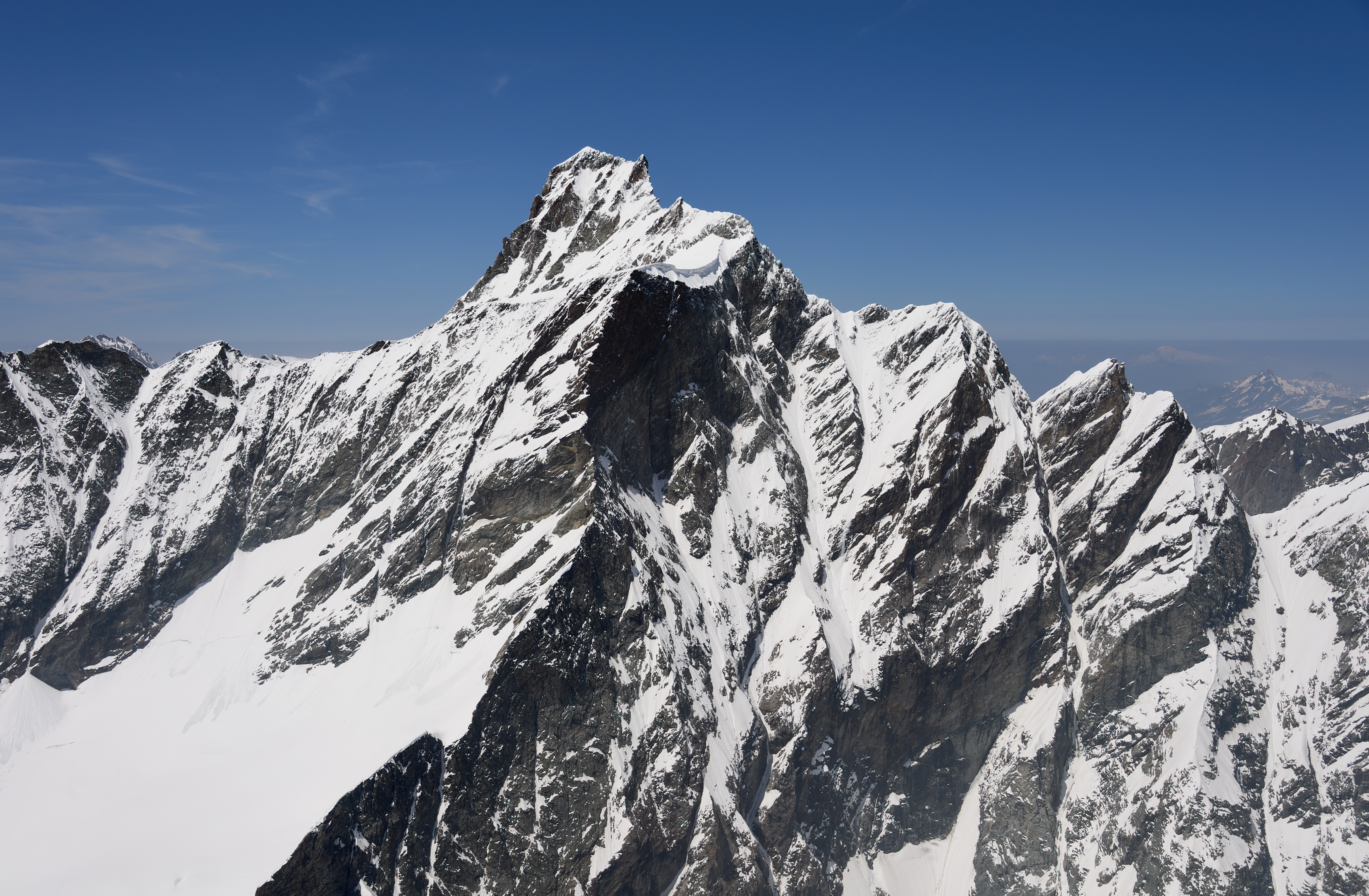
Die italienische Seite der Dent d’Hérens mit dem Ostgrat (vom Gipfel zum rechten Bildrand)

Die Dent d’Hérens (4173 m ü. M.) ist ein Viertausender in den Walliser Alpen. Über ihren Gipfel führt die Grenze zwischen Italien und der Schweiz.

## Beschreibung
Die Dent d’Hérens schliesst sich westlich an das Matterhorn an und steht bei Bekanntheit und Besucherzahlen ganz im Schatten ihres berühmten Nachbarn. Der Gipfel der Dent d’Hérens wird nur selten besucht.
Auf der Schweizer Nordseite des Berges hat der grosse Tiefmattengletscher seinen Ursprung, dessen ostwärts abfliessende Zunge in seinem unteren Teil als Zmuttgletscher bezeichnet wird. Nachbar im Osten ist das Wandfluehorn.
Ausgangspunkt für den Normalweg ist das Rifugio Aosta (2781 m), erreichbar vom Lago di Place Moulin (1950 m).
Die Erstbesteigung wurde am 12. August 1863 durch Florence Crauford Grove, William Edward Hall, Reginald Somerled Macdonald, Montagu Woodmass, Melchior Anderegg, Jean-Pierre Cachat und Peter Perren unternommen.

## Routen
Westnordwestflanke (Normalroute von CH aus) 
- Schwierigkeit: S, mit III. UIAA-Grad Felskletterei
- Zeitaufwand: 7 Stunden
- Ausgangspunkt: Schönbielhütte (2694 m)
- Talort: Zermatt (1609 m)

Westgrat (Normalroute von I aus) 
- Schwierigkeit: ZS, mit III. UIAA-Grad Felskletterei
- Zeitaufwand: 5½ Stunden
- Ausgangspunkt: Rifugio Aosta (2781 m)
- Talort: Rifugio Prarayer (2004 m) oder der Parkplatz am Stausee Place Moulin.

Ostgrat 
- Schwierigkeit: S, mit IV. UIAA-Grad Felskletterei
- Zeitaufwand: 7 Stunden
- Ausgangspunkt: Bivacco Giorgio e Renzo Novella (3706 m) oder Colle Tournanche (3479 m)